# Споменик стрељаним родољубима из Борче
Споменик стрељаним родољубима из Борче налази се у Панчеву, на Тргу Мученика, у непосредној близини Железничке станице - Панчево – Тамиш и представља непокретно културно добро као споменик културе.
Подигнут је 1920. године у част стрељаних родољуба из Борче, који су на том месту стрељани 23. септембра 1914. године. Израђен је од цигала и измалтерисан. На доњем делу, који је четвртастог облика, на све четири стране уграђене су плоче од црног мермера са исписаним текстом који је посвећен овом догађају. 
Источна страна: „Спомен борчанима који су стрељани 23. септембра 1914. године за време светског рата у у Панчеву”
Јужна страна: „Преки суд заповедништва Мађарске краљевске народне усташке бригаде својом пресудом бр. 3626/1914. осудио је на смрт стрељањем: Лазара Радомирова, Саву Паскуља, Георгија Станкова, Живојина Ристића, Михајла Станковића, Илију Обрадовића, Љубомира Хорара, Живојина Молдована, Стевана Аћимовића, Јована Жебељана, борчанске становнике због њиховог националног рада, а који је по пресуди оквалификован као велеиздаја”
Северна страна: „Овај споменик подигли су грађани града Панчева Уз припомоћ општине Борче како би се одужили сенима стрељаних народних мученика.”
Западна страна: „Стрељање је извршено 23. септембра 1914. г. у почетку крвавог светског рата на месту на којем је овај споменик подигнут. Сенат самоуправног града Панчева решењем својим бр. 11838/1920. г. назвао је овај трг мученичким тргом како би се одужио сенима народних мученика.”